# Stenoterommata grimpa
Stenoterommata grimpa is een spinnensoort in de taxonomische indeling van de bruine klapdeurspinnen (Nemesiidae).
Stenoterommata grimpa werd in 2008 beschreven door Indicatti.